# Sphoeroides pachygaster
Sphoeroides pachygaster är en fiskart som först beskrevs av Müller och Franz Hermann Troschel 1848.  Sphoeroides pachygaster ingår i släktet Sphoeroides och familjen blåsfiskar. IUCN kategoriserar arten globalt som sårbar. Inga underarter finns listade i Catalogue of Life.